# Ley de Duverger
La ley de Duverger es un principio que afirma que el sistema electoral mayoritario conduce a un sistema bipartidista. El descubrimiento de este principio se atribuye a Maurice Duverger,  sociólogo y politólogo  francés que observó este efecto y dejó constancia del mismo en diversos textos publicados en los años cincuenta y sesenta del siglo XX. Posteriormente otros politólogos comenzaron a llamar "ley" a este efecto.
Existen muchos sistemas electorales mayoritarios con dos partidos, aunque también se dan muchos ejemplos que contradicen el modelo: Escocia. Muchos consideran que el Partido Liberal Demócrata del Reino Unido es un tercer partido emergente, tras las elecciones generales de 2005, lo que supondría la aparición de un sistema tripartidista. Canadá y la India tienen varios partidos regionales. Duverger no consideró su principio como algo absoluto: sugirió que el sistema mayoritario retrasaría la aparición de una nueva fuerza política y aceleraría la desaparición de una fuerza que estuviera debilitándose - el sistema proporcional tendría el efecto opuesto.
Además, William H. Riker advirtió que los partidos regionales pueden distorsionar el modelo, haciendo que haya más de dos partidos importantes en el país, incluso en el caso de que sólo se den dos partidos competitivos en cada distrito. Señaló como ejemplo a Canadá.
La ley de Duverger no se cumple en sentido contrario, ya que también otros sistemas pueden generar sistemas bipartidistas estables. Esto es particularmente cierto en el caso de países que sin utilizar el first past the post, tampoco incorporan representación proporcional. Por ejemplo, Malta tiene un sistema de voto transferible y un sistema estable de dos partidos. Australia utiliza también el voto único transferible y, aunque no se trata de un sistema bipartidista, está dominado por un partido principal (el Laborista) y una coalición (la Coalición Nacional, National coalition, de carácter liberal). 
Aunque hay quien defiende que un sistema bipartidista no es necesariamente nocivo, investigadores y matemáticos se han dedicado a elaborar sistemas electorales a los que no pueda afectar la ley de Duverger.
Hay algunos sistemas que tienen una probabilidad mayor de crear bipartidismo que el sistema mayoritario: las elecciones en Gibraltar utilizan un sistema de voto por bloque en una única circunscripción, por lo que el tercer partido tiene muy pocas probabilidades de ganar algún escaño.
Una consecuencia de la ley de Duverger es el efecto que se crea cuando el tercer candidato resta votos a uno solo de los candidatos principales.